# Quds News Network
Quds News Network (QNN; àrab: شبكة قدس الإخبارية, Xabakat Quds al-Iẖbāriyya) és una agència de notícies palestina propera a Hamàs i el Gihad Islàmic palestí.
QNN és popular entre el jovent palestí atesa la seva destacada presència a les xarxes socials d'internet. QNN combina les notícies d'última hora amb una ràpida difusió de continguts audiovisuals. Segons The Christian Science Monitor, la seva rellevància a les xarxes socials i la difusió d'imatges de l'ocupació militar «ha generat denúncies d'Israel sobre que les xarxes socials palestines estan ajudant a alimentar un cicle repetit de violència». Segons el periodista de QNN Ahmed Yousef, «la seva missió no es fer negoci o fer periodisme, sinó de promoure la lluita palestina contra Israel».

## Censura
L'octubre de 2019, QNN va ser un dels més de 40 llocs web de Cisjordània bloquejats per l'Autoritat Palestina com a part de la repressió contra les veus de l'oposició i les crítiques al president Mahmud Abbas. La mesura va ser àmpliament coneguda després que els palestins protestessin a les xarxes socials i als carrers acusant Fatah de censura.
Twitter va suspendre posteriorment els comptes de QNN el novembre de 2019, com a part d'una suspensió més àmplia dels comptes relacionats amb Hamàs o Hezbol·là. El 26 de gener de 2021, QNN va piular que els seus comptes de Twitter originals havien estat restaurats. El gener de 2021 TikTok va prohibir QNN.